# Comitato Olimpico Uruguaiano
Il Comitato Olimpico Uruguaiano (noto anche come Comité Olímpico Uruguayo in spagnolo) è un'organizzazione sportiva uruguaiana, nata nel 1923 a Montevideo, Uruguay.
Rappresenta questa nazione presso il Comitato Olimpico Internazionale (CIO) dal 1923 ed ha lo scopo di curare l'organizzazione ed il potenziamento dello sport in Uruguay e, in particolare, la preparazione degli atleti uruguaiani, per consentire loro la partecipazione ai Giochi olimpici. L'associazione è, inoltre, membro dell'Organizzazione Sportiva Panamericana.
L'attuale presidente dell'organizzazione è Julio César Maglione, mentre la carica di segretario generale è occupata da Ernesto Cajaravilla.